# Noršinci pri Ljutomeru
Noršinci pri Ljutomeru je naselje u slovenskoj Općini Ljutomeru. Noršinci pri Ljutomeru se nalazi u pokrajini Štajerskoj i statističkoj regiji Pomurju. 

## Stanovništvo
Prema popisu stanovništva iz 2002. godine naselje je imalo 216 stanovnika.